# 萨卡文
38°47′N 09°06′W / 38.783°N 9.100°W

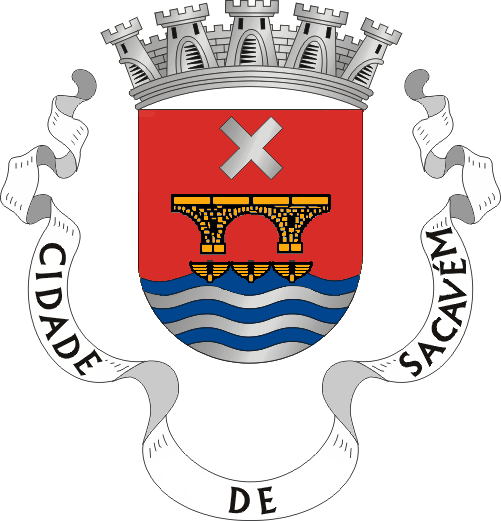
市徽

萨卡文是位于葡萄牙西部的一座城市，人口17,659（2001年）。已知當地最古老的歷史可以追溯到新石器时代和铜石并用时代。人們還在當地發現了青铜时代三把抛光的石斧。1980年代中期，人們在當地发现了一个洞穴，里面有青铜时代的类似文物。
萨卡文以制陶业而闻名。